# 东坪乡 (天祝县)
东坪乡，是中华人民共和国甘肃省武威市天祝藏族自治县下辖的一个乡镇级行政单位。

## 行政区划
东坪乡下辖以下地区：
扎帐村、大麦花村、先锋村和坪山村。

## 考古
罗家湾遗址：位于罗家湾村西北2公里，是一处马家窑文化马厂类型的遗存。占地面积约约20万平方米。